# Малу, Жюль
Жюль Эдуард Ксавье Малу (фр. Jules Edouard François Xavier Malou) (19 октября 1810 —11 июля 1886 (75 лет)) — бельгийский политический и государственный деятель, лидер Католической партии. Глава правительства с 21 августа 1874 по 18 июня 1878, и с 16 июня 1884 по 26 октября 1884. Министр финансов в 1845—1847, 1871—1878 и 1884.

## Биография
Родился в Ипре. В семье, происходящей из Франции. Сын сенатора Jean-Baptiste François-Xavier Malou-Vandenpeereboom (1783—1862). Учился в иезуитских колледжах во Франции и Швейцарии, и Льежском университете, где получил докторскую степень в 1833 году. Был гражданским сотрудником департамента юстиции. В 1841 году был избран в Палату депутатов от Ипра (депутат в 1841—1848, 1850—1859, 1874—1886), некоторое время занимал пост губернатора провинции Антверпен (1844—1845). Министр финансов с 30 июля 1845 по 12 августа 1847, в 1846 году совместно с Бартелеми де Тё де Мейландтом сформировал католический кабинет, который потерял власть после победы на выборах 1847 года либералов.
После этого Малу стал членом Сената (с 4 февраля 1862 по 1874, и в 1886), а его партия вновь пришла к власти в 1870 году. После беспорядков в Брюсселе в декабре 1871 года глава правительства Жюль д’Анетан подал в отставку, и Малу стал фактическим, но не номинальным лидером дальнейших клерикальных администраций (1870—1878). При этом в 1874 году (после смерти де Тё) сформировал собственный кабинет.
Вышел в отставку в 1878 году, однако вернулся на пост главы правительства в июне 1884 года. В этот срок он начал отменять образовательные компромиссы, принятые его предшественником Фрер-Орбаном. Его законодательные инициативы относительно предоставления привилегий католическим школам вызвали в Брюсселе сильные беспорядки, и в октябре того же года король принял его отставку.
Также Малу был директором банка Société générale de Belgique с 1849 по 1871 год.
Автор ряда работ на тему финансов.

## Награды
- Орден Леопольда;

- Рыцарь Большого Креста Ордена Почётного легиона[5];

- Рыцарь Большого Креста Ордена Нидерландского льва[5];

- Рыцарь Большого Креста Ордена Карлоса III[5];

- Большой Крест Ордена Святого Януария[5].

## Публикации
- «Notices historiques sur les finances de la Belgique de 1831—65» (П., 1867)[6].
- «Lettres sur les chemins de fer de l’Etat Belge» (Брюссель, 1867—68)[6].
- Discours prononcé à la séance du 17.05.1878, Chambre des Représentants, F. Hayez, Bruxelles, 1878